# جون كارمايكل (سياسي كندي)
جون كارمايكل هو سياسي كندي، ولد في 14 فبراير 1952 في تورونتو في كندا. نشط حزبياً في حزب المحافظين الكندي. في الانتخابات الاتحادية الكندية 2011 ‏، انتخب عضو مجلس العموم الكندي عن دائرة Don Valley West (federal electoral district) ‏ وقد انضم خلال فترته النيابية ‏ (2 مايو 2011 – 18 أكتوبر 2015) للكتلة البرلمانية حزب المحافظين الكندي وانتخب عضو مجلس العموم الكندي.